# Payne & Bates

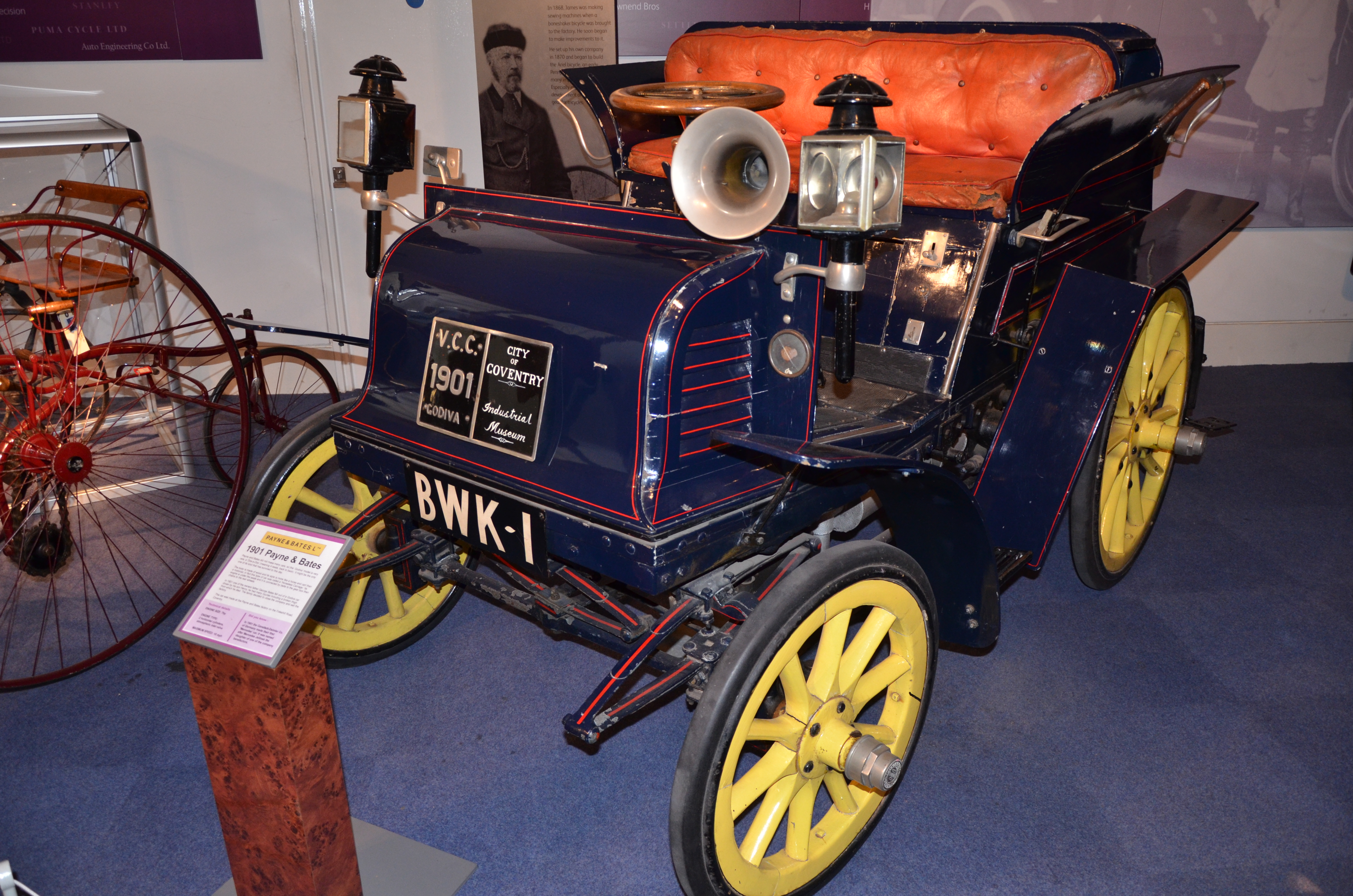
Godiva von 1901

Payne & Bates war ein britischer Hersteller von Automobilen.

## Unternehmensgeschichte
Samuel Walter Payne und George Bates gründeten 1897 das Unternehmen in Coventry und begannen 1898 mit der Produktion von Automobilen. Der Markenname lautete Godiva. Außerdem wurden zwischen 1901 und 1902 Fahrzeuge an R. M. Wright in Lincoln geliefert, der sie als Stonebow vermarktete. 1902 endete die Produktion.

## Fahrzeuge

### Markenname Godiva
Das erste Modell war der 9 HP, den es bis 1901 gab. Er war mit einem Zweizylindermotor ausgestattet. Die Karosserieform Dos-à-dos bot Platz für vier Personen, die Rücken an Rücken saßen. 1901 kamen die neuen Modelle 7 HP, 9 HP, 14 HP und 25 HP mit Zweizylinder- und Vierzylindermotoren auf den Markt.
Ein Fahrzeug dieser Marke ist im Coventry Transport Museum in Coventry zu besichtigen.

### Markenname Stonebow
Im Angebot standen die Modelle 5 HP mit einem Einzylindermotor von Aster und 7 HP.